# Speedtalk
Speedtalk (Fala rápida em inglês) é uma língua artística criada pelo escritor de ficção científica estadunidense Robert A. Heinlein no romance Gulf. 
É uma língua na qual há pouquíssimos verbos e os fonemas são simples, o que permite que os falantes possam se comunicar de modo ágil e eficiente.